# Buffalo Gals
Buffalo Gals è una canzone popolare statunitense scritta e pubblicata nel 1844 con il titolo Lubly Fan da Cool White, nome d'arte di John Hodges, un artista che si esibiva in blackface nei minstrel show, membro di un gruppo noto come i Virginia Serenaders.
Il brano, negli anni, fu proposto da numerosi artisti in versioni leggermente diverse e con titoli differenti, tra i quali Dance with a Dolly (with a Hole in Her Stockin'), con cui divenne una hit negli anni 1940. Tuttavia, i vari artisti che esiguivano il brano preferivano adattarlo alla realtà locale, ad esempio a New York la canzone era nota come New York Gals, a Boston come Boston Gals, ecc... Il titolo con il quale divenne generalmente conosciuto fu però quello derivante dalla città di Buffalo: Buffalo Gals. Il ritornello, in una delle versioni più diffuse, è così composto:
Considerato una sorta di precursore o antenato del genere rock del ventesimo secolo, alcune fonti riportano le sue origini in un brano con cui venivano corteggiate le prostitute arrivate a Buffalo dopo il completamento del canale Erie. Secondo altre fonti invece il brano trae ispirazione da una canzone inglese nota con il titolo Pray, Pretty Miss; le stesse fanno anche notare come il tono ricorda quello del brano tedesco Im Grunewald, im Grunewald ist Holzauktion.

## Riferimenti nella cultura di massa
Al brano, con il titolo Buffalo Gals, viene fatto riferimento già nel celebre romanzo del 1876 Le avventure di Tom Sawyer.
Nell'episodio Thunder Man di Bonanza la canzone è udita con il titolo New Orleans Woman; fa parte dell'album The Chipmunk Songbook del fittizio gruppo musicale Alvin and the Chipmunks; viene intonata da Homer Simpson da ubriaco in un episodio de I Simpson e dà il titolo ad un racconto della raccolta Buffalo Gals and Other Animal Presences, intitolato Buffalo Gals, Won't You Come Out Tonight, di Ursula K. Le Guin. 
Inoltre, fa parte della colonna sonora del film di Frank Capra La vita è meravigliosa (It's a Wonderful Life), dove viene eseguito in diverse scene e il cui ritornello viene intonato dai protagonisti, interpretati da James Stewart e Donna Reed, in più di un'occasione. Di tale versione, durante il film, è possibile udire le prime due strofe e il ritornello, che recita così: